# Öves ecsetcincér
Az öves ecsetcincér (Pogonocherus fasciculatus) a cincérfélék családjába tartozó, Eurázsiában honos, fenyőkön és lombos fákon élő bogárfaj. 

## Megjelenése
Az öves ecsetcincér testhossza 5-8 mm. Az előtor oldalaiból egy-egy kis tüske áll ki, a szárnyfedők oldalvonalai a vállaktól végig keskenyednek. Színe barnásvörös vagy barna, az előtoron két nagy csupasz és fénylő dudor látható, a pajzsocska fekete, de középvonala fehér. Szárnyfedői márványosan fehéres és sárgás szőrökkel fedettek, a középvonal előtt egy kissé rézsútos, széles, fehéres szalag látszik, amely hátul élesen határolt és feketén szegélyezett; a szalag eléri az oldalszegélyt. Szárnyfedői erősen domborúak, hátul lejtősebbek, bordái a váll mögött is élesek. A fejtetőn a szemek hátulsó szegélye mögött két kis barna szőrfolt látható. 

## Elterjedése és életmódja
Eurázsiában honos, a Brit-szigetektől egészen az orosz Távol-Keletig. Magyarországon a hegy- és dombvidékeken elterjedt, de nem gyakori faj. 
Lárvája fenyők (főleg luc), ritkábban lombos fák (pl. gesztenye, füge) 3-5 cm vastag, elhalt vagy elszáradóban lévő ágaiban él. Eleinte a kéreg alatt rág, majd mélyebbre húzódik a fába és végül horog alakú bábkamrában bebábozódik. Fejlődése egy-két évig tart. Imágóként telel át és kora tavasztól, már márciustól rajzik, egészen júniusig. Este és éjszaka aktívak, többnyire a fák ágain tartózkodnak.

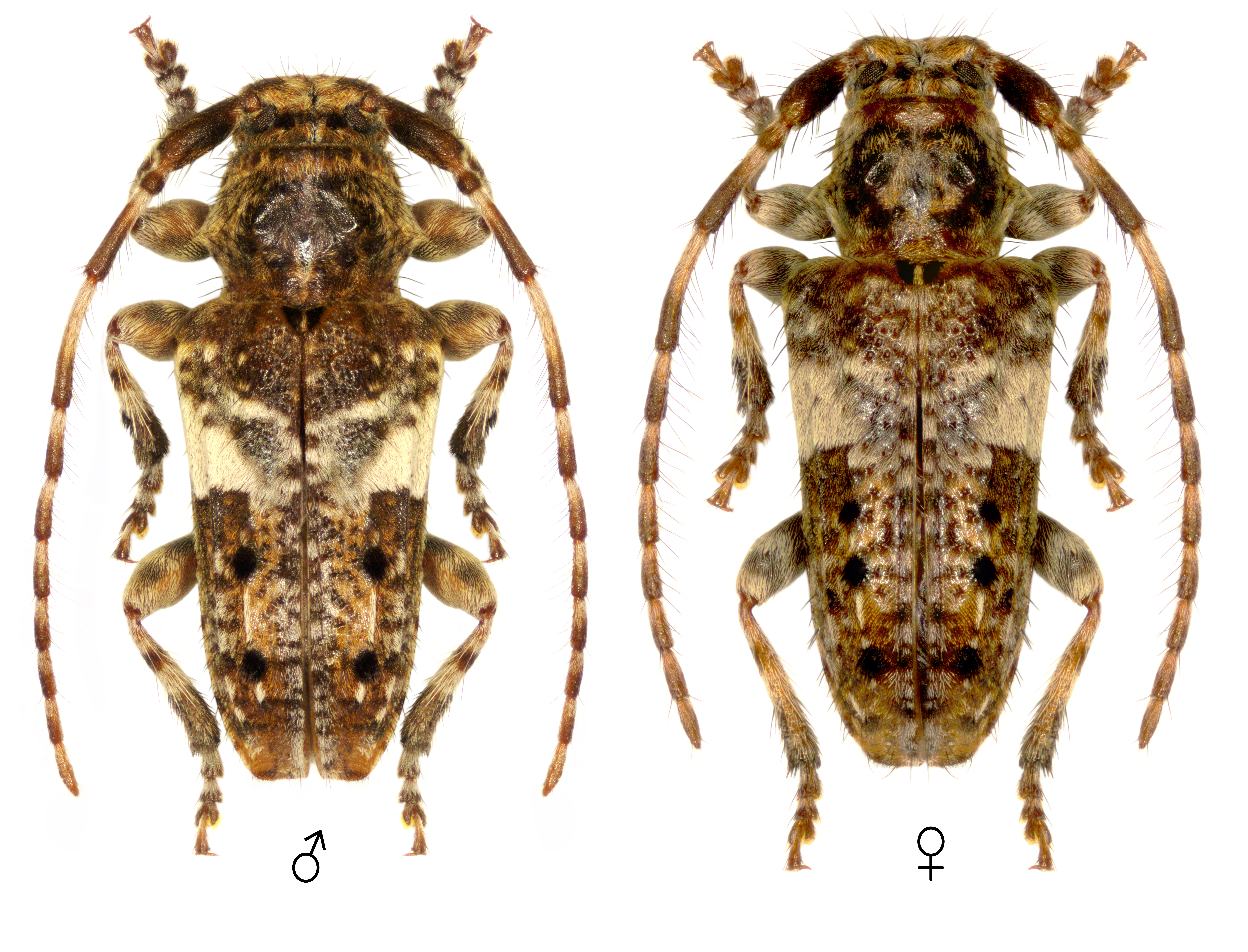
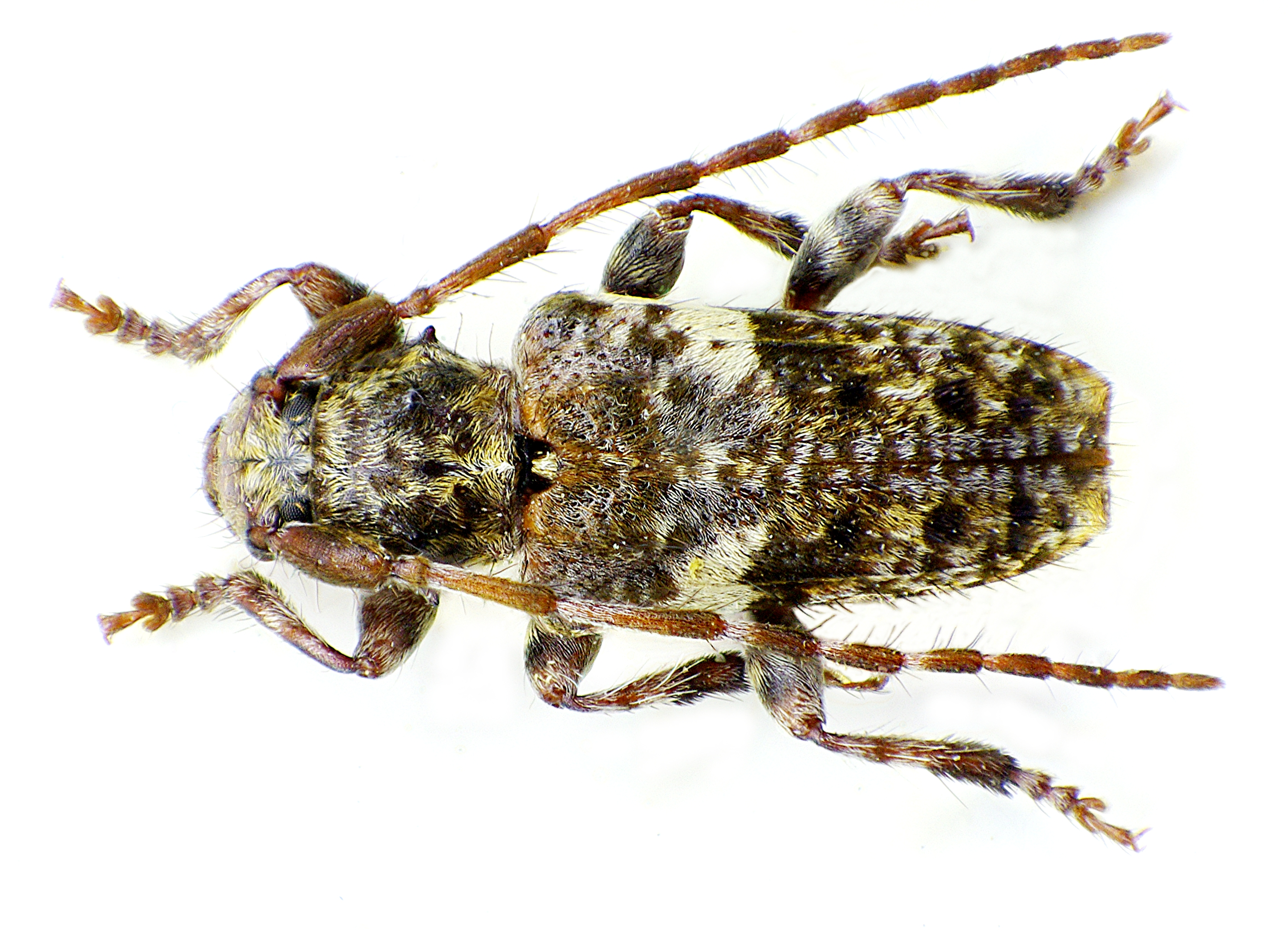
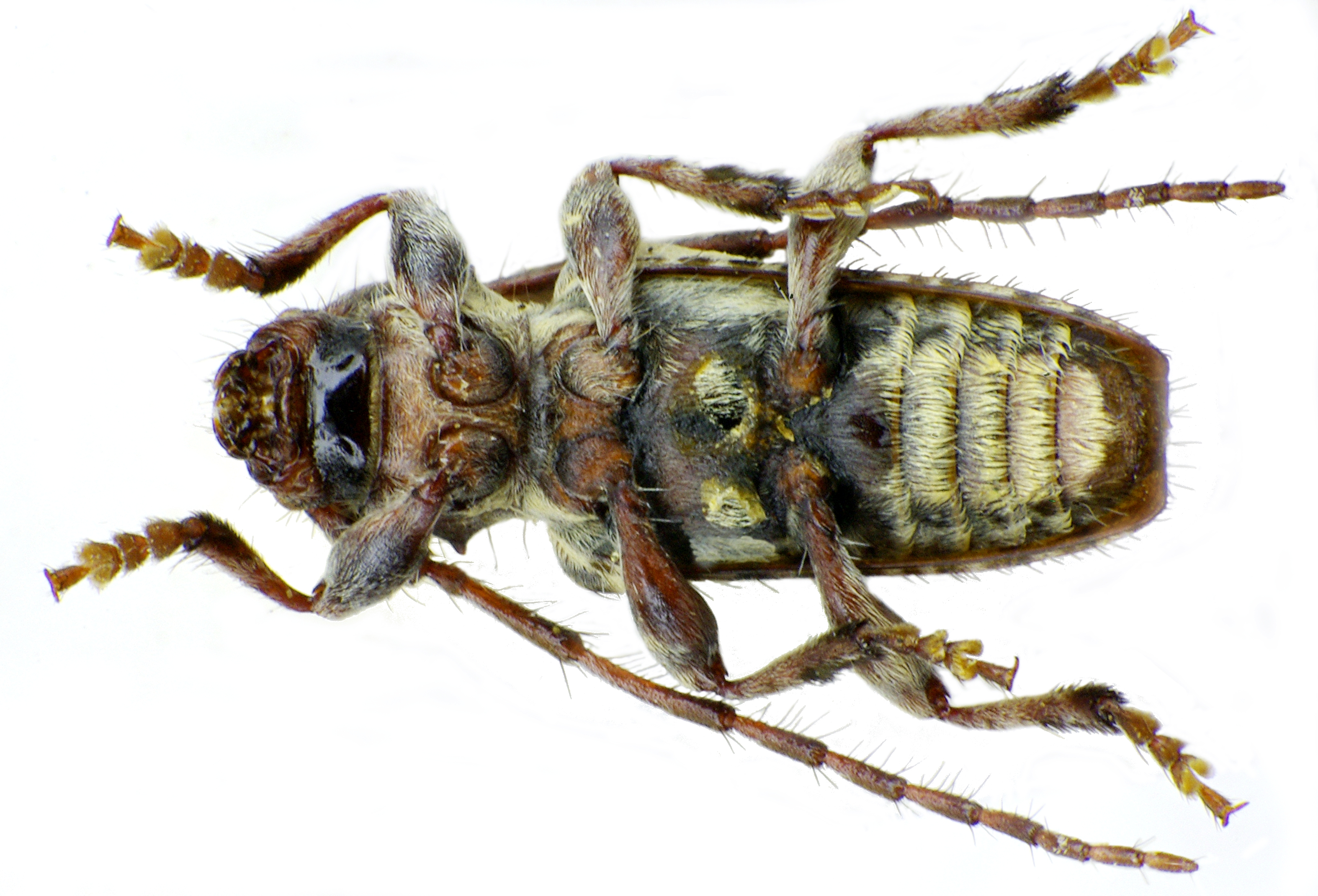
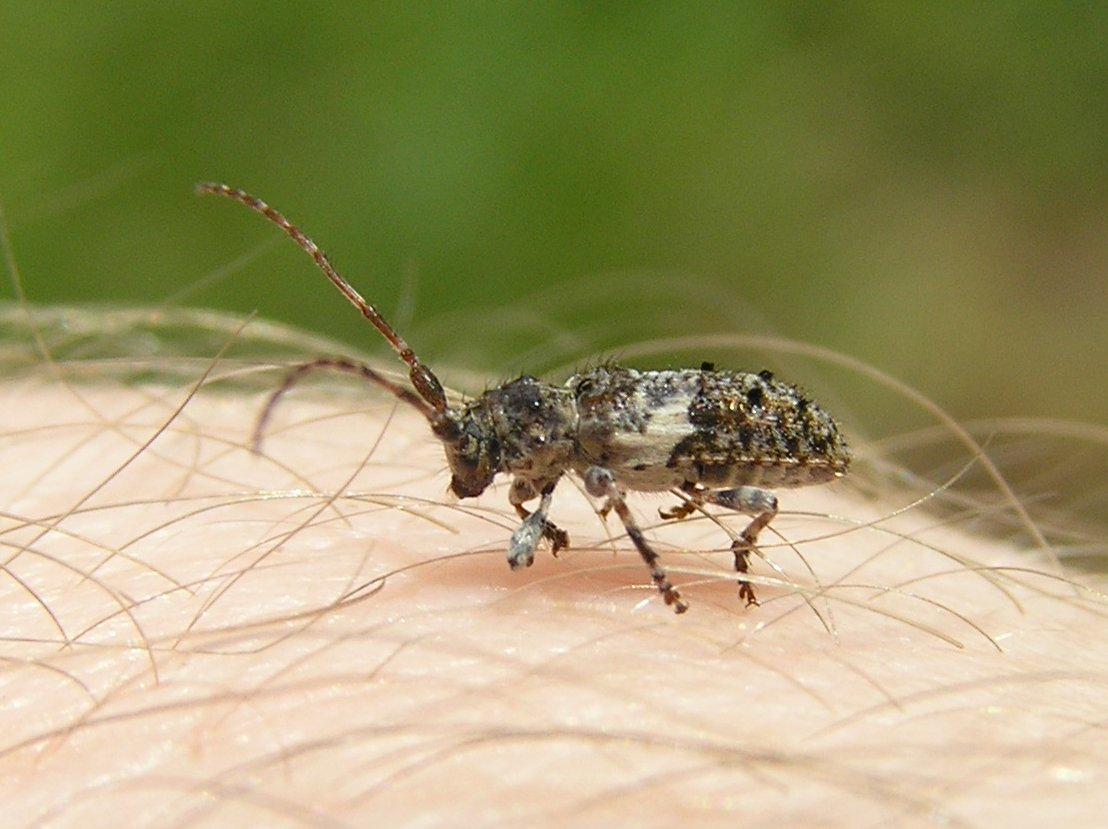
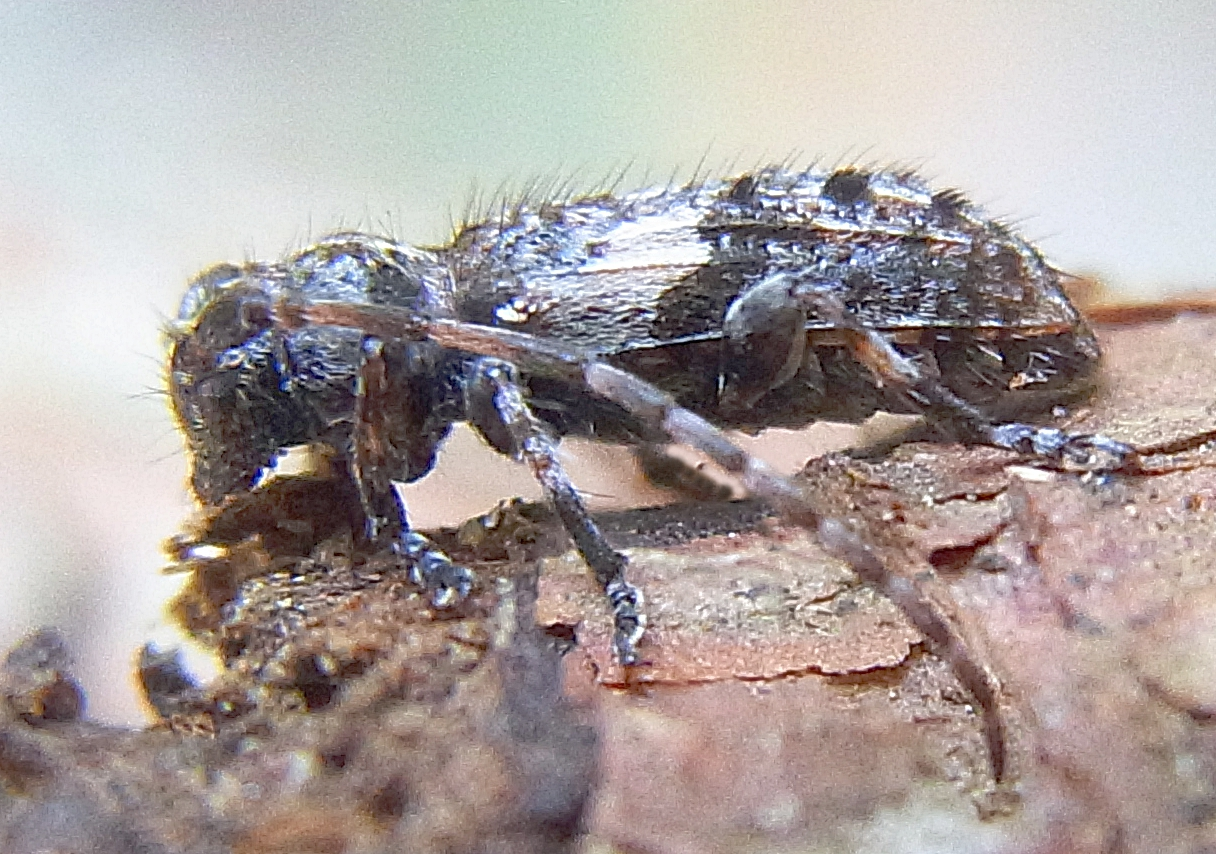

Magyarországon nem védett.